# Catarina Vasconcelos
Catarina Vasconcelos es una directora de cine portuguesa. Su película A Metamorfose dos Pássaros (La metamorfosis de los pájaros) se presentó mundialmente en el Festival de Cine de Berlín de 2020. Su primer cortometraje, Metáfora ou a Tristeza Virada do Avesso, fue galardonado con el premio al Mejor Cortometraje Internacional en el festival de cine parisino Cinema du Réel.
En 2021 fue invitada, como miembro de la sociedad civil, a formar parte de la Comisión Independiente para el Estudio del Abuso Sexual contra Niños en la Iglesia Católica Portuguesa, con el lema Dar voz al silencio, siendo publicado el informe final en febrero de 2023.

## Biografía
Catarina Vasconcelos nació en Lisboa en 1986. Estudió en la Facultad de Bellas Artes de la Universidad de Lisboa y realizó un posgrado en Antropología Visual en el ISCTE - Instituto Universitário de Lisboa. También realizó un máster en Comunicación Visual en el Royal College of Art de Londres, donde realizó su primer cortometraje, el ya mencionado Metáfora ou a Tristeza Virada do Avesso.
También formó parte de gtIST, Grupo de Teatro del Instituto Superior Técnico de la Universidad de Lisboa, donde obtuvo formación en Expresión Dramática y participó en obras teatrales con un enfoque más conceptual (trabajó con los directores Gonçalo Amorim y Susana Vidal).

## Carrera cinematográfica
- 2020 - A Metamorfose dos Pássaros (La metamorfosis de los pájaros) [4][5][6][7]
- 2014 -  Metáfora ou a Tristeza Virada do Avesso [8]
- 2011 - Eu Sou da Mouraria - ou sete maneiras de contar e guardar histórias ( codirigida con Catarina Laranjeiro ) [9]

## Premios
En 2022 ganó el Premio Nico, de la Academia de Cine Portuguesa.
El cortometraje Metáfora ou a Tristeza Virada do Acesso ganó:
- 2014 - Premio al Mejor Cortometraje Internacional en el Festival Cinema du Réel [8]

Con la película La metamorfosis de los pájaros ganó:
- 2020 - Premio Mejor Película Zabaltegi — Tabakalera, en el Festival de Cine de San Sebastián [11]
- 2020 - Premio Mejor Película y Premio del Jurado Joven, en el Festival Internacional de Documentales de Chile (FIDOCS) [12][13]
- 2020 - Premio a la Mejor Película en el Festival de Cine de Pesaro (Italia) [14][15]

- 2021 - Ganó dos premios en el Festival Internacional Panorama - Coisa de Cinema (Brasil): Premio Especial del Jurado y Premio del Público [16][17]
- 2021 - Volvió a ganar dos premios en el festival de cine documental One World (Rumanía): el Premio Especial del Jurado y el Premio del Público [18]
- 2022 - Premio de Autores al "Mejor Guión" y "Mejor Película" de la Sociedad Portuguesa de Autores [19]